# Медфорд (Орегон)
Медфорд (на английски: Medford) е град в щата Орегон, САЩ. Медфорд се намира в окръг Джаксън в югозападната част на щата. Медфорд е с население от 81 780 жители (приблизителна оценка от 2017 г.) и площ от 56,20 км² (21,70 мили²). Разположен е на 421 метра (1382 фута) н.в. Получава статут на град през 1885 г.

## Побратимени градове
- Алба, Италия